# Wanatah
Wanatah is een plaats (town) in de Amerikaanse staat Indiana, en valt bestuurlijk gezien onder LaPorte County.

## Demografie
Bij de volkstelling in 2000 werd het aantal inwoners vastgesteld op 1013.
In 2006 is het aantal inwoners door het United States Census Bureau geschat op 1024, een stijging van 11 (1,1%).

## Geografie
Volgens het United States Census Bureau beslaat de plaats een oppervlakte van
3,5 km², geheel bestaande uit land. Wanatah ligt op ongeveer 223 m boven zeeniveau.

## Plaatsen in de nabije omgeving
De onderstaande figuur toont nabijgelegen plaatsen in een straal van 20 km rond Wanatah.